# Moyle Finch (1er baronnet)
Moyle Finch, 1er baronnet (c. 1550 – 18 décembre 1614) est un homme politique anglais.

## Biographie
Il est l'aîné des fils de Thomas Finch de Eastwell, Kent et le frère d'Henry Finch (en).
Il siège comme député pour Weymouth entre 1576 et 1584, pour le Kent en 1593 et Winchelsea en 1601. Il sert en tant que shérif de Kent en 1596 et 1605. En 1611, il est créé baronnet, de Eastwell dans le comté de Kent.
Il épouse Elizabeth, fille et héritière de Thomas Heneage, en 1573. Ils ont une fille, Anne Finch (en), qui est écrivaine. Il est mort en décembre 1614 et est remplacé par son fils aîné, Théophile. Lady Finch est élevée à la pairie de son propre droit comme vicomtesse Winchilsea en 1623 et est faite comtesse de Winchilsea en 1628. Elle meurt en 1634 et est remplacée par son troisième fils, Thomas Finch (2e comte de Winchilsea), qui a déjà succédé à son frère aîné comme baronnet. Leur quatrième fils Heneage Finch devient président de la Chambre des Communes et est le père de Heneage Finch (1er comte de Nottingham).